# Chrami
De Chrami (Georgisch: ხრამი) is een rivier in het oosten van Georgië met een lengte van 201 km. De Chrami ontspringt in de Trialetigebergte, een uitloper van de Kaukasus en mondt uit in de Koera. Aanvankelijk wordt de rivier gevoed door smeltwater, maar later door zijrivieren, zoals de Debeda en de Masjavera.